# هوآینا پیچو

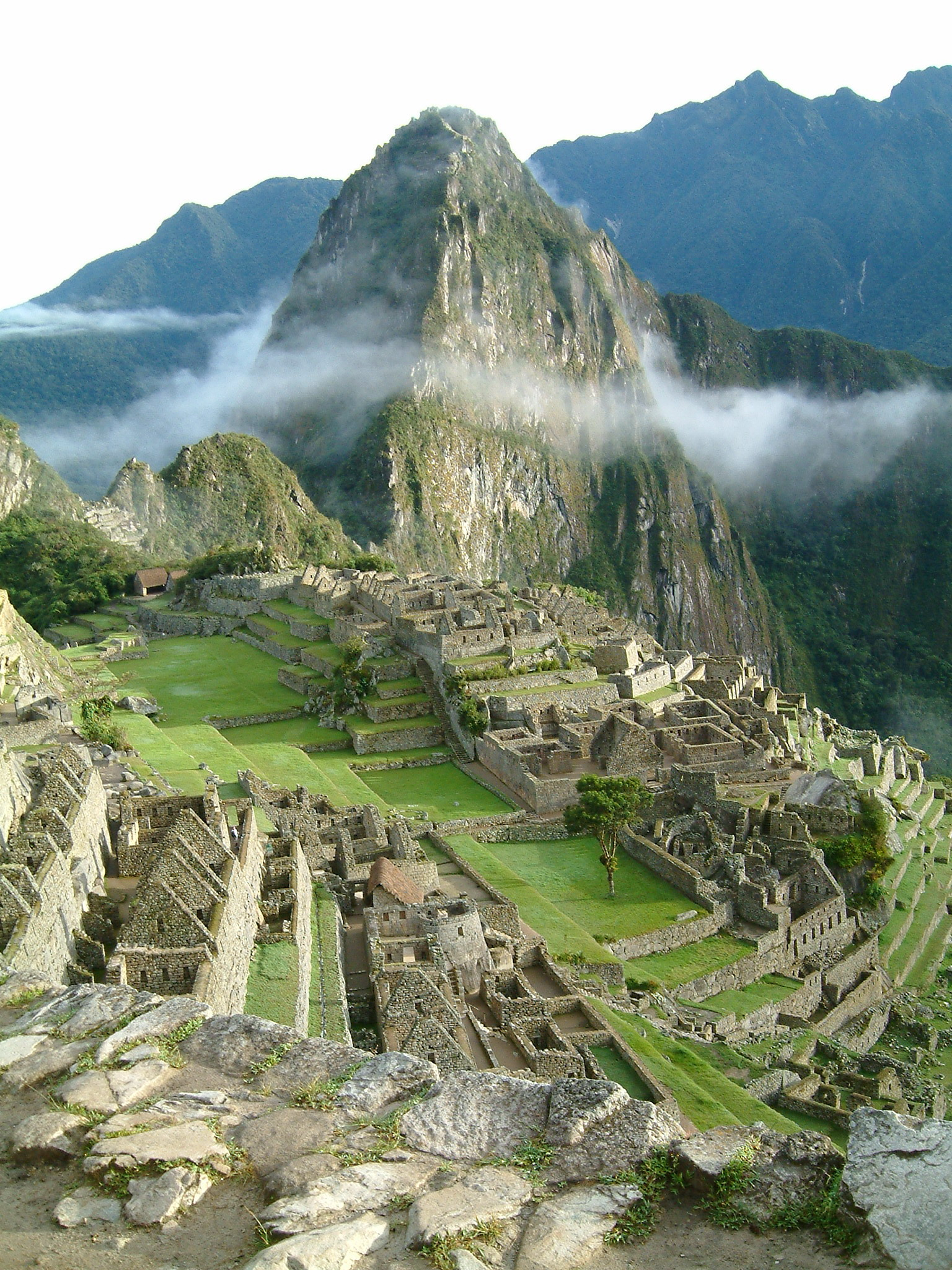
نمایی از هوآینا پیچو در بالای ماچو پیچو

هوآینا پیچو یا واینا پیچو به معنی قلهٔ جوان، کوهی در کشور پرو در اطراف رودخانهٔ اوروباما می‌باشد. ارتفاع این قله ۲۷۲۰ متر بالاتر از سطح دریا یا ۳۶۰ متر بالاتر از ماچو پیچو می‌باشد.
معبد خورشید در این کوه جای دارد.

## بازدید
از نوامبر سال ۲۰۰۶ میلادی، بازدیدکنندگان بایستی تا ساعت ۱ بعد از ظهر برای صعود اقدام کنند. تنها ۴۰۰ بازدیدکننده در روز اجازهٔ ورود به این جاده دارند. این مسیر به تنهایی جاذبه‌های فراوانی را دارا می‌باشد. مسیر دارای شیب تند می‌باشد و صعود حدود ۱ ساعت و به‌طور یکطرفه به طول می‌انجامد. در هنگام فصل بارندگی هیچگونه صعودی انجام نمی‌گیرد.